# Natalia Lavrova
Natalia Lavrova (em russo: Наталья Александровна Лаврова Natal'ya Aleksandrovna Lavrova; Penza, União Soviética, 4 de agosto de 1984 - Penza, Rússia, 23 de abril de 2010) foi uma ginasta russa que competia em provas da ginástica rítmica. Lavrova conquistou duas medalhas de ouro olímpicas (2000 e 2004) na competição por grupos. Lavrova morreu em um acidente de carro em sua cidade natal.